# Francisco Subercaseaux Breton
Francisco Pascal Subercaseaux Breton (Dax, Francia, c.1730 - Copiapó, Chile, 1800) Fue un empresario francés, minero y patriarca de la familia Subercaseaux en Chile.

## Biografía
Francisco Subercaseaux llega a La Serena, llamada también en la época colonial como "ciudad de Coquimbo", aproximadamente en 1748. En esa ciudad tiene una hija con la dama Serenense María Mercedes Durán y Gayón de Celis, llamada Dolores Subercaseaux y Durán. 
Gracias a sus servicios prestados a la corona española fue nombrado Capitán de Artillería en 1763, con confirmación del 20 de marzo de 1766. Luego Coronel de Milicias en 1771. El cabildo de La Serena le reconoció tal designación encargándole manejar el cañón que defendía el puerto de Coquimbo y adiestrando voluntarios.
En 1787 casa en segundas nupcias en Copiapó con Manuela Mercado Corbalán, trasladándose a esa ciudad para asumir los negocios mineros que su suegro mantenía en la zona. Hacia la última década de ese siglo nacen tres de sus hijos : Vicente, Josefa y Ramón. 
Paralelamente se dedicó a la agricultura en su hacienda en Nantoco.
El 20 de agosto de 1789 se le otorga la carta de ciudadanía chilena.

## Vida pública y fortuna
Alcanzó fortuna tras descubrirse el mineral de Agua Amarga, donde se asoció con el nativo Paco Licuime. Sus hijos aumentaron la fortuna familiar con varias vetas de "Arqueros", hechos notables en la minería de la plata (1811-1825).
Sus descendientes, como todos los hombres ricos de la época, se instalaron en Santiago donde luego formaron parte de la aristocracia y política chilena.
Francisco Subercaseaux es padre de :
- Ramón Subercaseaux Mercado, político, comerciante y dueño de viñas en el exclusivo barrio de "El Llano" en Santiago.

abuelo de:
- Buenaventura Argandoña Subercaseaux, filántropa.
- Ramón Subercaseaux Vicuña, político y diplomático.
- Victoria Subercaseaux Vicuña, esposa de Benjamín Vicuña Mackenna.

bisabuelo de:
- Benjamín Subercaseaux Zañartu, premio nacional de Literatura 1963.
- Pedro Subercaseaux Errázuriz, pintor y religioso.
- Juan Subercaseaux Errázuriz, Arzobispo de La Serena.